# Phillip Jones
Phillip Charles George „Phill“ Jones (* 25. Januar 1974 in Christchurch) ist ein ehemaliger neuseeländischer Basketballspieler, der auch über die britische Staatsbürgerschaft verfügt.

## Laufbahn
Jones wuchs in Reefton auf, besuchte ebenfalls auf der Südinsel von Neuseeland dann das Inangahua College sowie das Nelson College. 1992 wurde Jones als Neuseelands Jugendbasketballspieler des Jahres ausgezeichnet. Der 1,96 Meter messende, auf der Position zwei eingesetzte Jones war von 1993 bis 1998 Mitglied der Nelson Giants in der neuseeländischen Liga NBL, mit denen er 1994 und 1998 jeweils den Meistertitel errang.
In der Saison 1998/99 wurde der für seine Stärken beim Distanzwurf bekannte Jones mit Kouvolan Kouvot finnischer Meister und Pokalsieger, in der Liga erzielte er auf dem Weg zum Titelgewinn im Durchschnitt 17,3 Punkte je Begegnung. Anschließend spielte er 1999 noch in seinem Heimatland für die Otago Nuggets und die Bowler Celtics. Für Bowler erzielte Jones im Juni 1999 bei einem 172:86-Sieg 105 Punkte, traf dabei 14 Dreipunktwürfe und sicherte sich zudem 17 Rebounds.
Von 2000 bis 2017 spielte Jones mit Unterbrechungen wieder für die Nelson Giants. Außerhalb der Spieljahre in Neuseelands NBL stand er bei europäischen Vereinen beziehungsweise Vereinen der australischen NBL unter Vertrag.
In der Saison 2000/01 gehörte er wieder Kouvolan Kouvot in Finnland an, erzielte in 27 Ligapartien im Schnitt 20,5 Punkte und gewann erneut den Pokalbewerb. Er wechselte zur Saison 2001/02 innerhalb der Liga zu Espoo Honka, ging aber im Laufe des Spieljahres zu Kouvot zurück, erreichte dort einen Punkteschnitt von 21,5 pro Begegnung. Er spielte dann 2002 noch für die griechische Mannschaft Lonkos. 2002/03 war seine erste Saison bei Oregon Cantù in Italiens Serie A. Er spielte später dann auch von 2004 bis 2007 für Cantù, seinen besten Punktwert in Italien erreichte der Neuseeländer 2004/05 mit 10,7 pro Begegnung.
In der australischen Liga NBL spielte er 2003/04 und von 2007 bis 2009 für die New Zealand Breakers sowie 2009 bis 2011 für die Cairns Taipans. 2008/09 erreichte er in der Liga seinen Höchstwert mit 14,5 Punkten je Partie.
Im April 2014 gab Jones im Alter von 40 Jahren bekannt, nach der 2014er Saison in der neuseeländischen NBL seine Laufbahn zu beenden, entschied sich aber um und spielte ab 2015 wieder für die Nelson Giants. Ende April 2016 bestritt er sein 400. NBL-Spiel, die Ligabestmarke von 361 hatte er bereits 2014 überboten. Mitte September 2016 trat Jones abermals vom Leistungssport zurück. Im Frühjahr 2017 spielte er erneut kurzzeitig für die Nelson Giants, war mittlerweile aber hauptsächlich als Geschäftsführer für die Mannschaft tätig.

### Nationalmannschaft
Jones bestritt mehr als 200 Länderspiele für Neuseeland. Er nahm mit der Auswahl an den Olympischen Sommerspielen 2000 und 2004 sowie den Weltmeisterschaften 2002, 2006 und 2010 teil. Bei Olympia 2004 war Jones mit 21 Punkten je Begegnung zweitbester Korbschütze des Turniers hinter dem Spanier Pau Gasol. Bei der Weltmeisterschaft 2002 erreichte Jones mit seiner Mannschaft den vierten Platz (das bis dahin beste WM-Ergebnis des Landes) und war mit einem Punkteschnitt von 18,2 pro Spiel neuntbester Korbschütze der WM und bester innerhalb der neuseeländischen Auswahl.

## Ehrungen
2009 wurde Jones als bester Spieler der neuseeländischen NBL sowie 1996, 1998, 2001 und 2009 als bester neuseeländischer Spieler der Liga ausgezeichnet.